# Postia dissecta
Postia dissecta är en svampart som först beskrevs av Joseph-Henri Léveillé, och fick sitt nu gällande namn av Rajchenb. 1988. Postia dissecta ingår i släktet Postia och familjen Fomitopsidaceae.   Inga underarter finns listade i Catalogue of Life.